# Cupola (geometria)
In geometria solida, una cupola è un poliedro formato da due poligoni (le basi) posti su due piani paralleli, uno con n lati ed uno con 2n lati, congiunti da una sequenza di triangoli e rettangoli.

## Proprietà
Una cupola è un prismatoide, la famiglia di poliedri che comprende anche prismi e piramidi. I vertici di una cupola giacciono infatti in due piani paralleli (quelli che contengono le basi).

### Solidi di Johnson
Se tutte le facce sono regolari (cioè i triangoli sono equilateri, i rettangoli sono quadrati e le due basi sono regolari), allora la cupola è un solido di Johnson. Questo può capitare solo in tre casi, per n = 3, 4, 5.

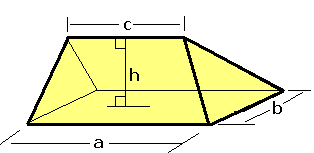
Un cuneo.

| Cupola triangolare (J3) | Cupola quadrata (J4) | Cupola pentagonale (J5) |

### Cuneo
Il cuneo può essere considerato una cupola "degenere", con n = 2: qui il poligono con 2 lati si riduce ad un segmento.